# Andreas Arndt
Andreas Arndt (* 17. Oktober 1949 in Wilhelmshaven) ist ein deutscher Philosoph und gilt als Experte in der Hegel- und Schleiermacher-Forschung.

## Leben
Nach dem Abitur 1968 an der Humboldtschule Wilhelmshaven studierte er von 1968 bis 1974 Philosophie und Germanistik in Freiburg i. Br. und Bochum. Er promovierte 1977 an der Universität Bielefeld, wo er bis 1979 Mitarbeiter am Institut für Philosophie war. Von 1979 bis 2011 war er Mitarbeiter an der Schleiermacherforschungsstelle Berlin. 1987 habilitierte er sich an der Freien Universität Berlin, wo er seither als Privatdozent und seit 1993 als außerplanmäßiger Professor tätig war. Von 2010 bis zu seiner Emeritierung 2018 war er Professor für Philosophie an der Theologischen Fakultät der Humboldt-Universität zu Berlin. Seit 2008 ist er Leiter der Schleiermacherforschungsstelle an der Berlin-Brandenburgischen Akademie der Wissenschaften. Von 1992 bis 2016 war er Vorstandsvorsitzender der Internationalen Hegel-Gesellschaft (seit 2016 Ehrenvorsitzender). Außerdem ist er u. a. Mitglied im Beirat der Internationalen Marx-Engels-Stiftung. Seit Oktober 2021 hat er eine Forschungsprofessur an der Georgischen Technischen Universität Tiblissi inne.
Andreas Arndt wurde 2023 von der Staatlichen Shota Meskhia Universität zu Zugdidi (Georgien)  und 2024 von der Georgischen Technischen Universität Tbilissi mit der Ehrendoktorwürde ausgezeichnet. Im Mai 2025 wurde er zum Mitglied der Leibniz-Sozietät der Wissenschaften zu Berlin gewählt.

## Werke (Auswahl)

### Monografien
- Lenin – Politik und Philosophie, Bochum 1982.
- Karl Marx. Versuch über den Zusammenhang seiner Theorie, Bochum 1985; zweite Auflage Berlin 2011.
- Dialektik und Reflexion. Zur Rekonstruktion des Vernunftbegriffs, Hamburg 1994.
- Die Arbeit der Philosophie, Berlin 2003.
- Unmittelbarkeit, Bielefeld 2004; zweite Auflage Berlin 2013.
- Die Klassische Deutsche Philosophie nach Kant (mit Walter Jaeschke), München 2012.
- Friedrich Schleiermacher als Philosoph, Berlin und Boston 2013.
- Geschichte und Freiheitsbewusstsein. Zur Dialektik der Freiheit bei Hegel und Marx, Berlin 2015.
- Die Reformation der Revolution. Friedrich Schleiermacher in seiner Zeit, Berlin 2019.
- Freiheit, Köln 2019.
- Schleiermachers Philosophie, Hamburg 2021.
- Die Sache der Logik. Begriff und Realität bei Hegel, Hamburg 2023.
- Hegel in Marx. Studien zur dialektischen Kritik und zur Theorie der Befreiung, Berlin 2023.

### Editionen
- Andreas Arndt, Christian Iber (Hrsg.): Hegels Seinslogik. Interpretationen und Perspektiven, Berlin 2000.
- Andreas Arndt, Christian Iber, Günter Kruck (Hrsg.): Hegels Lehre vom Begriff, Urteil und Schluss, Berlin 2006.
- Andreas Arndt, Günter Kruck (Hg.): Hegels Lehre vom Wesen, Berlin und Boston 2016
- Andreas Arndt, Jure Zovko (Hrsg.): Hegels Anthropologie, Berlin und Boston 2017.
- Andreas Arndt, Thurid Bender (Hrsg.): Das Böse denken. Zum Problem des Bösen in der Klassischen Deutschen Philosophie, Tübingen 2021.

### Beiträge in Sammelbänden
- Andreas Arndt: „... das Böse ist nur außer dem Werden des höchsten Gutes“. Die Relativität des Bösen bei Schleiermacher. In: Andreas Arndt und Thurid Bender (Hrsg.): Das Böse denken. Zum Problem des Bösen in der Klassischen Deutschen Philosophie. Mohr Siebeck, Tübingen 2021, ISBN 3-16-160064-9, S. 175–185.
- Andreas Arndt: Dialektik und Urteilskraft. In: Jure Zovko (Hrsg.): Hermeneutische Relevanz der Urteilskraft. Relevance of Hermeneutical Judgment. LIT, Wien und Zürich 2021, ISBN 978-3-643-91375-3, S. 191–203.
- Andreas Arndt: „Wir sind nie Subjekte gewesen“. Anmerkungen zum „Tod des Subjekts“. In: Alexander Max Bauer und Nils Baratella (Hrsg.): Oldenburger Jahrbuch für Philosophie 2019/2020. BIS-Verlag, Oldenburg 2021, ISBN 978-3-8142-2391-9, S. 215–231.